# Кап-Руж
Кап-Руж (фр. Cap-Rouge) — колишнє місто в центральній частині канадської провінції Квебек. З 2002 року — частина району Сент-Фуа-Сієрі-Кап-Руж міста Квебек.